# Frestonia
Frestonia è il sesto e ultimo album in studio del gruppo musicale britannico Aztec Camera, pubblicato nel 1995.

## Tracce
1. Rainy Season – 5:41
2. Sun – 4:28
3. Crazy – 5:19
4. On the Avenue – 3:43
5. Imperfectly – 4:22
6. Debutante – 7:10
7. Beautiful Girl – 4:50
8. Phenomenal World – 4:09
9. Method of Love – 4:23
10. Sunset – 4:21